# Romagne-sous-Montfaucon
Romagne-sous-Montfaucon – miejscowość i gmina we Francji, w regionie Grand Est, w departamencie Moza.
Według danych na rok 1990 gminę zamieszkiwały 193 osoby, a gęstość zaludnienia wynosiła 12 osób/km² (wśród 2335 gmin Lotaryngii Romagne-sous-Montfaucon plasuje się na 852. miejscu pod względem liczby ludności, natomiast pod względem powierzchni na miejscu 299.).